# Кудимова, Марина Владимировна
Мари́на Влади́мировна Куди́мова (род. 25 февраля 1953, Тамбов) — советская и российская писательница, поэтесса, переводчик, публицист. Актриса кино в эпизодической роли (1983). Член Союза писателей СССР с 1988 года. Член Союза писателей Москвы и исполкома Русского ПЕН-центра. 
Лауреат премии им. В. Маяковского Совета министров Грузинской ССР (1982) и ряда других премий.

## Биография
Родилась в семье служащих. Начала печататься в 1969 году в тамбовской газете «Комсомольское знамя».
В 1973 году окончила Тамбовский педагогический институт. Стихотворения публиковались в журнале «Литературная Грузия», в альманахе «Поэзия», в коллективном сборнике молодых поэтов черноземья «Тропа».
Открыл Кудимову как талантливую поэтессу Евгений Евтушенко.
На ранней поре „тамбовского сидения“ я получила письмо от Евгения Евтушенко, — сообщает Кудимова. — Он хвалил мало, но вдохновил собрать рукопись и участвовал в её прохождении по коридорам. Долго меня этой поддержкой запугивали недруги Евгения Александровича, но ничего страшного не случилось. Я брыкалась и сопротивлялась изо всех сил, а теперь тяжело переживаю расхождения — во времени и пространстве, а не в убеждениях.
Первая книга стихов Кудимовой «Перечень причин» вышла в 1982 году.
В 1983 году снялась в фильме «Детский сад» Евгения Евтушенко. Сыграла в эпизоде учительницу.
Вторая книга стихов «Чуть что» вышла в издательстве «Современник» 1987 году, далее — «Область» (1989), «Арысь-поле» (1990). 
В 90-е годы XX века Марина Кудимова публиковала стихи в журналах и альманахах «Апрель» (№ 2, 1990), «Волга» (№ 7, 1990), «Столица» (№ 41/42, 1991), «Кредо», «Континент» (№ 74, 1993; № 88, 1996), «Новый Мир» (№ 9, 1994; № 7, 1998), «ДН» (№ 8, 1995), «Знамя». Переводит поэтов Грузии и народов России.
В свою очередь, произведения Марины Кудимовой переведены на английский, грузинский, датский языки.
Кудимову читать — как собственный мозг перепахивать… Это стихи не для чтения, а для вчитывания. С веселой амбициозностью она может сравнивать себя с Пименом шекспировского уровня: «И веду я дознание воли народа / По шекспировским репликам в очередях!» Она не стесняется пророчествовать о народообразующем значении великой литературы, по которой мы стосковались: "И промыслы отхожие / В единую строку / Сведут лишь слово Божие / Да «Слово о полку…» Но в этих стихах — и естественное бурление страстей, не всегда поддающихся даже авторскому анализу. Такое чувство, что Бог дал Кудимовой огромную энергию и порой она сама не знает, что с ней делать.
Так пишет о поэзии поэтессы Евгений Евтушенко в своей антологии «Десять веков русской поэзии». Здесь же поэт приводит автобиографический рассказ самой поэтессы и о своих корнях, и о близких, дорогих её сердцу людях, и о своем вхождении в большую литературу.
C 2001 на протяжении нескольких лет Марина Кудимова — председатель жюри проекта «Илья-премия». Премия названа в память девятнадцатилетнего поэта и философа Ильи Тюрина. В рамках этого проекта Кудимова «открыла» российским читателям таких поэтов, как Анна Павловская из Минска, Екатерина Цыпаева из Алатыря (Чувашия), Павел Чечёткин из Перми, Вячеслав Тюрин из бамовского поселка в Иркутской области, Иван Клиновой из Красноярска и др. 
В ноябре 2010 у Марины Кудимовой появилась страница на сайте поэтического альманаха «45-я параллель» со вступительной статьёй Георгия Яропольского.
В 2011 году, после более чем двадцатилетнего перерыва, Марина Кудимова выпустила книгу стихотворений «Черёд» и книгу малых поэм «Целый Божий день».
За интеллектуальную эссеистику, посвящённую острым литературно-эстетическим и социальным проблемам, Марина Кудимова по итогам 2010 года и по случаю 180-летнего юбилея «Литературной газеты» удостоена премии имени Антона Дельвига — сподвижника А. С. Пушкина, основателя старейшего российского культурологического издания. 
В качестве эксперта современной отечественной литературы принимала участие во многих литературных проектах. 
В 2018 году Марина Кудимова — лауреат Международной Волошинской Премии в номинации «Лучшая поэтическая книга 2017 года» за книгу стихов «Держидерево».
В 2019 году Марина Владимировна Кудимова принимала участие в фестивале «ЛиФФт», проходившем в Тюмени и Тобольске, который был посвящён Международному году языков коренных народов и 75-летию Тюменской области.
Собрала больше миллиона подписей в защиту величайшего из русских святых — преподобного Сергия Радонежского, и город с 600-летней историей снова стал Сергиевым Посадом.
В 2022 году поддержала российское вторжение в Украину.
Живёт в Переделкине.

### Книги
- Марина Кудимова Перечень причин: Из книг, которые пишутся. — Предисл. Сергея Москвина. — М.: Молодая гвардия, 1982. — 71 с. — 20 00 экз. (Рецензенты Евг. Евтушенко, Н. Дмитриев, А. Щуплов)
- Марина Кудимова Чуть что. — М.: Современник, 1987. (Новинки «Современника») — 109 с.
- Марина Кудимова В антракте, в провинции. — Копенгаген, 1988 (на дат. и рус. языках).
- Марина Кудимова Область. — М.: Молодая гвардия, 1989. — 112 с. ISBN 5-235-00829-4
- Марина Кудимова Арысь-поле: Повесть; альбом. — [Худож. Н. В. Мольс] — М.: Современник, 1990. — 64 с.; 5500 экз. ISBN 5-270-00-895-5
- Марина Кудимова Черёд. — Новосибирск: Поэтическая библиотека журнала «Сибирские огни», 2011. — 128 с.
- Марина Кудимова Целый Божий день: Малые поэмы. — Таганрог: «Нюанс», 2011. — 32 с.
- Марина Кудимова Голубятня. — Нальчик: Издательство М. и В. Котляровых (ООО «Полиграфсервис и Т»), 2013.
- Марина Кудимова Душа-левша. — М.: Издательство «У Никитских ворот», 2014. (Серия: Московские поэты) — 72 с.; 200 экз. — ISBN 978-5-91366-863-9
- Марина Кудимова Держидерево. Книга стихотворений в VI частях. — М.: Издательство «Арт Хаус медиа», 2017. — 128 с. — ISBN 978-5-902976-96-7

### Журналы
- Плацкарта. Стихи. «Новый мир», 1994, № 9.
- Бал. Стихи. «Новый мир», 1996, № 6.
- Поворот ключа в замке. Стихи. «Новый мир», 1998, № 7.
- Целый Божий день.(Сцены из юности). Стихи. «Дружба народов», 1998, № 12.
- Шитье золотое, слова.Стихи. «Новый мир», 1999, № 10.
- Талды-Кустанай. Стихи. «Знамя», 1999, № 2.
- Утюг. Характеристика. «Новый мир», 2000, № 9.
- Язык поэзии как вид энергии. Интервью. Беседу вела Т. Бек. «Вопросы литературы», 2001, № 2.
- Абсурдно было не любить. Стихи. «Континент», 2002, № 113.
- Дикороссы. «Континент», 2003, № 115.
- Не без добрых. Долговая повесть. «Континент», 2006, № 127.
- В московской электричке, или Пушкин как вид нищенства.«Нева», 2005, № 7.
- Взгляд в небеса отцов. Богопознание Ильи Тюрина. «Нева», 2007, № 11.
- Литература молодая (Круглый стол). «Нева», 2008, № 1.
- Еще за то меня прости. Стихи. «Дети Ра», 2008, № 11(49).
- К 90-летию со дня рождения А. И. Солженицына. «Нева», 2008, № 12.
- Вещь не для нас. Материалистические этюды. «Нева», 2009, № 6.
- Китеж.Стихи. «Новый мир», 2009, № 11.
- SMS-формат. Стихи. «Дети Ра», 2010, № 2(64).
- Одноколлапсники. «Русский журнал», 17.06.2010.
- Матчасть. Стихи. «Континент», 2010, № 144.
- Уродство, спасающее красоту. «Нева», 2010, № 9.
- Пессимистическая комедия в ослиной шкуре.«Нева», 2010, № 10.
- Неразрывный пробел. Из цикла «Красота». Стихи. «Дружба народов», 2010, № 3.
- Созависимость. «Континент», 2010, № 146.
- Арысь-поле. Поэма. «Сибирские огни», 2011, № 5.
- Зеркало Малевича. Стихотворения. «Дети Ра», 2012, № 11.

## Премии
- 1982 — Премия им. В. Маяковского Совета министров Грузинской ССР.
- 2000 — Премия журнала «Новый Мир».
- 2010, 2012, 2015 — Премия журнала «Дети Ра».
- 2010 — Премия имени Антона Дельвига — сподвижника А. С. Пушкина, основателя старейшего российского культурологического издания.
- Премия Союза журналистов России.
- 2012 — Литературная премия «Венец» Союза писателей Москвы (За книгу «Черёд»).
- 2012 — Бунинская премия.
- 2013 — Независимая литературная премия им. Бориса Корнилова, с вручением медали «Борис Корнилов» (Санкт-Петербург)[4].
- 2014 — Международная премия «Писатель XXI века»[5].
- 2015 — Всероссийская литературная премия имени Михаила Юрьевича Лермонтова. За выдающиеся достижения в литературном творчестве, получившем широкое общественное признание[6].
- 2018 — Международная Волошинская Премия в номинации «Лучшая поэтическая книга 2017 года» за книгу стихов «Держидерево».
- 2019 — Премия фонда «Русское Безрубежье» за вклад в русскую литературу на территории России и за ее пределами[7].